# Àbac grec de Salamina

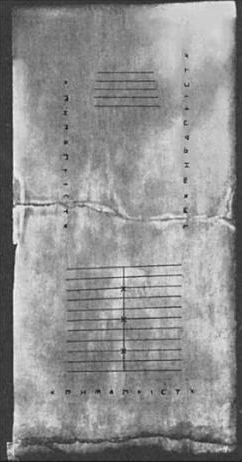
Fotografia antiga de l'Àbac grec de Salamina. L'original és de marbre i es troba al museu nacional d'epigrafia d'Atenes.

L'àbac grec de Salamina era un estri antic de càlcul que data d'al voltant del 300 aC allò es va descobrir a l'illa de Salamina el 1846. És un precursor de l'àbac romà, es creu que representa mitjà de realitzar càlculs matemàtics d'origen babilònic comú al món antic. Els còdols (càlculs) es posaven en diverses ubicacions de l'àbac i es podrien moure mentre es realitzaven els càlculs. La taula de marbre original té dimensions d'aproximadament 150 × 75 × 4.5 cm.

## Descoberta
Inicialment es va creure que era una taula de jocs, el tros de marbre blanc és actualment al Museu Nacional d'Epigrafia, a Atenes.

## Descripció
A la taula hi apareixen cinc grups de marques.
Els tres conjunts de símbols grecs arranjats al llarg de les vores esquerra, dreta i la de davall de la taula són els nombres del sistema acrofònic.
Al centre de la taula – un conjunt de 5 és línies paral·leles dividides al mig per una línia vertical, coberta d'una semicircumferència en la intersecció de la línia horitzontal de més a baix i la línia vertical. Sota d'una escletxa horitzontal àmplia hi ha un altre grup d'onze línies paral·leles. Aquestes es divideixen en dues seccions per una línia perpendicular a elles però amb la semicircumferència en la part superior de la intersecció; les terceres, sisenes i novenes d'aquestes línies estan marcades amb una creu al punt on s'encreuen amb la línia vertical.

## Representacions dels nombres
Com amb un àbac, els còdols representen nombres petits (generalment entre zero i quatre) i el sistema de línies serveix per agrupar-los en potències de deu. Un còdol entre les línies representa un cinc.

## Càlculs
En aquesta taula, els marcadors físics (indicadors) es posaven a les diverses files o columnes que representaven valors diferents. Els indicadors no eren físicament units a la taula.
A la taula es representen nombres grecs. Ja en el període Ionià els sistemes de numeració eren responsables de l'ús de l'escriptura, el que es feia necessari a causa de l'expansió de l'activitat comercial.
Es desenvoluparen dos sistemes de numeració diferents, l'Àtic més vell o sistema de nombre Herodià i el més jove, el sistema Milesià, que va ser desplaçat més tard pel sistema d'Indo–Arabic.
Els dos sistemes de numeració difereixen en el seu ús: l'àtic predominantment servia a la vida comercial per a càlculs monetaris i de mercaderies així com per a la designació de les columnes a l'àbac. Per a càlculs escrits el sistema de numeració d'Àtic era inapropiat. El sistema de nombre Milesià, en el qual s'assignaven lletres de l'alfabet als nombres era més apropiat per a càlcula matemàtics científics. Per exemple Arquimedes i Diofant utilitzaven el sistema Milesià.
L'escriptor grec que Heròdot (485–;425 Bc) comunica en els seus viatges a través d'Egipte que els egipcis movien els seus còdols a l'àbac de dreta a esquerra, al contrari del costum grec d'esquerra a dreta.

## Llegat
Un mitjà potent de representació decimal dels nombres en notació científica amb potències de deu. L'esquema promogut per l'àbac de Salamina podria haver permès a un hàbil matemàtic de l'època, Arquimedes, de calcular la quantitat de grans de sorra que podria contenir l'Univers.
L'àbac de grec dona pas a l'àbac romà per a la realització de tasques de comptabilitat rutinàries. Tanmateix els mètodes de còdols i línies eren la base del que s'havia de convertir en el sistema de numeració posicional en anys posteriors.